# Roger Fellous
Roger Fellous (* 4. Januar 1919 in Paris; † 4. Februar 2006 ebenda) war ein französischer Kameramann.

## Leben und Wirken
Fellous hatte zunächst im Kunsthandwerk gearbeitet, ehe er kurz vor Beginn des Zweiten Weltkriegs seine ersten Kamera-Erfahrungen als Assistent von etablierten Kameraleuten wie Curt Courant, Armand Thirard und Michel Kelber sammelte. Bis 1952 arbeitete er als einfacher Kameramann, mit Le témoin de minuit begann er noch im selben Jahr als Chefkameramann.
Neben einer großen Anzahl an mittelmäßiger Inszenierungen für ein Massenpublikum fotografierte Fellous vor allem Anfang der 1960er Jahre auch einige wenige höherklassige Filme, darunter Inszenierungen von André Cayatte (Jenseits des Rheins, Am Ende aller Wege, Meine Tage mit Pierre / Meine Nächte mit Jacqueline), Luis Buñuel (Tagebuch einer Kammerzofe) und Julien Duvivier (Der Teufel und die zehn Gebote).
1964 zog sich Fellous kurzzeitig aus seinem Beruf zurück und arbeitete an der Verbesserung der Kameratechnik. Seine erste Erfindung war eine Spezial-Zoomlinse (‘Suprématic’) für das in Frankreich gängige ‘Franscope’-System.
Seit Ende der 1960er Jahre drohte Fellous seine erarbeitete Reputation zu verspielen, indem er die kommenden anderthalb Jahrzehnte fast ausschließlich Unmengen von schlüpfrigen und anrüchigen Sexfilmen fotografierte. Zwischendurch drehte er auch Fernandels letzten Kinofilm, die altersmüde Komödie Sein letzter Freund.
Nach seiner weitgehenden Abkehr vom Kinofilm im Laufe der frühen 80er Jahre wechselte Roger Fellous zum Fernsehen. Sein Bruder Maurice Fellous arbeitete gleichfalls als Kameramann.

## Filmografie (Auswahl)
- 1952: Le témoin de minuit
- 1953: Tourments
- 1954: Verfemte Frauen (Marchandes d’illusions)
- 1954: Die sich verkaufen (Les clandestines)
- 1955: Mädchen in schlechter Gesellschaft (Le crâneur)
- 1955: Die unsichtbare Fee (Une fée pas comme les autres)
- 1956: Miss Catastrophe
- 1956: Quelle sacrée soirée
- 1957: Die Wäscherinnen von Portugal (Les lavandières du Portugal)
- 1958: Kein Geschäft für schwache Nerven (Le fric)
- 1958: Bobosse (Bobosse)
- 1959: Rote Haare - freche Lippen (Julie la rousse)
- 1959: Die Katze läßt das Mausen nicht (L’eau à la bouche)
- 1959: Auch Helden wollen leben (Marche ou crêve)
- 1959: Die Gerechten oder Die Ballade von der weißen Weste (Les affreux)
- 1960: Jenseits des Rheins (Le passage du Rhin)
- 1961: Kaiserliche Hoheit (Napoléon II L’Aiglon)
- 1962: Das brennende Gericht (La Chambre ardente)
- 1962: Der Teufel und die Zehn Gebote (Le Diable et les Dix Commandements)
- 1962: Am Ende aller Wege (La glaive et la balance)
- 1963: Die Dreigroschenoper
- 1963: Meine Tage mit Pierre / Meine Nächte mit Jacqueline (La vie conjugale)
- 1963: Verspätung in Marienborn
- 1963: Tagebuch einer Kammerzofe
- 1964: Monocle blickt voll durch (Le monocle rit jaune)
- 1964: Mädchen, die sich verkaufen (L’amour à la chaine)
- 1965: Der Spion, der in die Hölle ging (Corrida pour un espion)
- 1966: Die Schatzinsel (TV-Vierteiler)
- 1967: Mädchen auf Seitenwegen (Trois filles vers le soleil) (Regie & Drehbuchmitarbeit)
- 1968: Un jeune couple
- 1968: Sexyrella (auch Drehbuchmitarbeit)
- 1969: Die geschändete Rose (La rose écorchée)
- 1969: Sein letzter Freund (Heureux qui comme Ulysse)
- 1970: Teresa
- 1971: Ohne Skrupel (La saignée)
- 1972: French Love (Bananes mécaniques)
- 1972: Profession: aventuriers
- 1973: Otto, der Pflaumenflücker (Prenez la queue comme tout le monde)
- 1974: Q
- 1974: Ein Mädchen fällt vom Himmel (Le Dessouis du ciel, TV-Serie)
- 1974: Les triporteuses
- 1975: Le Sexe qui parle
- 1975: Exhibition (Exhibition)
- 1975: Infidélités
- 1975: Blue Ecstasy
- 1976: Délires porno
- 1976: Luxure
- 1976: Erstes Öffnen junger Lippen (Les plaisirs solitaires)
- 1976: Prostitution
- 1976: Shocking
- 1977: Perversion porno
- 1977: Die kleinen englischen Girls - Let’s Do it, tun wir’s doch (Marche pas sur mes lacets)
- 1977: Jeux de langue
- 1978: Das Loch im Mädchenpensionat (Les bidasses au pensionnat)
- 1978: Exhibition II
- 1978: Lycénnes perverses
- 1979: Exhibition 79
- 1979: Fais m’en plus
- 1979: Les nouveaus romantiques
- 1979: Hot Dogs auf Ibiza
- 1980: Wer spritzt denn da am Mittelmeer? (Mieu vaut être riche et bien portant que fauche et mal foutu)
- 1980: Délires sexuelles
- 1980: Die Unmoralische (L’Immorale)
- 1981: Zwölf Schwedinnen in Afrika (Belles, blondes et bronzées)
- 1981: Les filles du camping
- 1981: L’inconnue
- 1983: White Fire - Der Todesdiamant (Vivre pour survivre)
- 1986: Angel of Death (Commando Mengele)
- 1987: Dark Mission

## Anmerkung
1. ↑  Sterbedatum und -ort lt. Filmhistoriker Kay Weniger, der 2006 mit Fellous’ Schwägerin telefoniert hatte

| Personendaten    | Personendaten            |
| ---------------- | ------------------------ |
| NAME             | Fellous, Roger           |
| KURZBESCHREIBUNG | französischer Kameramann |
| GEBURTSDATUM     | 4. Januar 1919           |
| GEBURTSORT       | Paris                    |
| STERBEDATUM      | 4. Februar 2006          |
| STERBEORT        | Paris                    |